# Formation (singel)
Formation – singiel amerykańskiej piosenkarki Beyoncé, wydany 6 lutego 2016 i promujący jej szósty album studyjny Lemonade. Twórcami muzyki i tekstu utworu są: Beyoncé, Swae Lee, Mike Will Made It oraz Pluss.
Gatunek utworu definiowany jest jako R&B z wpływem muzyki trap. Otrzymał on bardzo pozytywne recenzje krytyków, a komercyjnie zajął 10. miejsce na iście Billboard Hot 100 oraz znalazł się pierwszej trzydziestce m.in. w: Australii, Danii, Francji oraz na Węgrzech. Dodatkowo piosenka została uznana za najlepszą spośród wydanych w 2016 w zastawieniu magazynów: Rolling Stone, Time oraz NPR; oraz najlepszą piosenkę dekady przez magazyny Essence oraz Parade. Piosenka zdobyła trzy nominacje do nagrody Grammy (w tym za nagranie roku i piosenkę roku).

## Tło i wydanie
Prace nad piosenką rozpoczęły się w 2014, kiedy współproducent Pluss stworzył oryginalny beat dla utworu. Wówczas pojawiły się pierwsze koncepcje dotyczące warstwy liryczne i producent Mike Will Made It postanowił przesłać próbkę do Beyoncé. Piosenkarka postanowiła dokonać wielu zmian i skierować utwór bardziej w stronę utworu o jej tożsamości, dziedzictwie i kulturze, niż piosenki Single Ladies (Put a Ring on It), tak jak początkowo zamierzano. Ostatecznie za cały tekst odpowiadają: Beyoncé (również produkcja), Swae Lee, Mike Will Made It (również produkcja) oraz Pluss.
Piosenka „Formation” wraz z tekledyskiem została wydana 6 lutego 2016, bez wcześniejszej zapowiedzi. Premiera piosenki była jednocześnie rozpoczęciem kampanii promocyjnej nowego albumu. 7 lutego 2016 Beyoncé wykonała „Formation” po raz pierwszy na żywo, podczas NFL Super Bowl 50 halftime show. Singiel rozpoczynał również trasę koncertową The Formation World Tour, której nazwa bezpośrednio się do niego odnosiła. Następnie utwór został wykonany podczas gali MTV Video Music Awards 2016 oraz w czasie występu Beyoncé na Coachella Valley Music and Arts Festival w 2018.

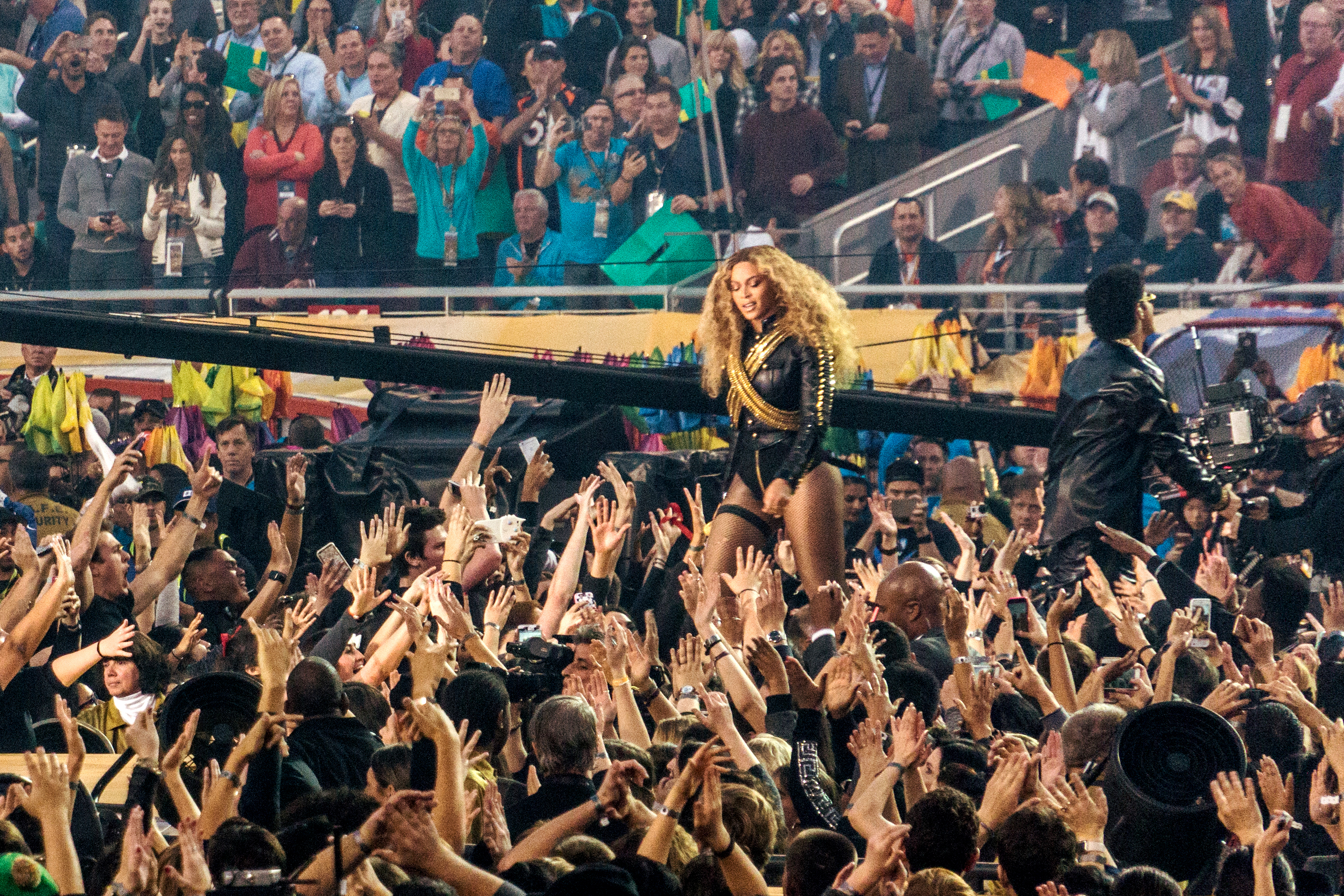
Beyoncé w trakcie 50. Super Bowl Half-time Show, na którym wykonała premierowo utwór „Formation”

Utwór „Formation” gatunkowo jest definiowany jako R&B z elementami muzyki pop i trap. Piosenka jest napisana w tonacji F-moll z tempem 123 uderzeń na minutę. Wokal Beyoncé rozciąga się między oktawami D4-Ab5, jednak jak zauważyła Lauren Chanel Allen z Teen Vogue Beyoncé użyła bardziej spokojnego wokalu zamiast „jej nadludzkiego zakresu wokalnego". Warstwa liryczna utworu nawiązuje do młodości i pochodzenia piosenkarki oraz zawiera nawiązania polityczne.

## Odbiór

### Reakcja krytyków
Piosenka „Formation” otrzymała bardzo pozytywne recenzje, do tego stopnie, że według Acclaimed Music była to najlepiej oceniana piosenka przez krytyków w 2016. Alexis Petridis w artykule dla The Guardian, scharakteryzował utwór jako „arcydzieło", powołując się na „idealny" występ wokalny Beyoncé oraz teksty, które działają jako „potężne stwierdzenie czarnej odporności i hołd dla bajeczności Beyoncé". Weronika Oszajca opisała „Formation” w artykule dla All About Music słowami „To wyjątkowy utwór pełen głębszych przesłań zarówno w samym tekście, jak i w teledysku. Formation jest po prostu o Beyoncé". 
| Autor                 | Lista                                       | Miejsce | Przypisy |
| --------------------- | ------------------------------------------- | ------- | -------- |
| Aftonbladet           | 99 najlepszych piosenek 2016 roku           | 1       | [ 20 ]   |
| BBC                   | Piosenki, które ukształtowały dekadę        | Zawarte | [ 21 ]   |
| Billboard             | 100 najlepszych popowych piosenek 2016 roku | 14      | [ 22 ]   |
| Billboard             | 10 najlepszych piosenek R&B 2016 roku       | 1       | [ 23 ]   |
| Billboard             | 100 najważniejszych piosenek dekady         | Zawarte | [ 24 ]   |
| Complex               | Najlepsze piosenki 2016 roku                | 1       | [ 25 ]   |
| Essence               | 10 najważniejszych piosenek dekady          | 1       | [ 26 ]   |
| MRC                   | 20 najlepszych piosenek 2016 roku           | 1       | [ 27 ]   |
| National Public Radio | 100 najlepszych piosenek 2016 roku          | 1       | [ 28 ]   |
| NME                   | 50 najlepszych piosenek 2022 roku           | 6       | [ 29 ]   |
| Parade                | 50 najlepszych piosenek dekady              | 1       | [ 30 ]   |
| PopMatters            | Najlepsze piosenki 2016 roku                | 1       | [ 31 ]   |
| Rolling Stone         | 50 najlepszych piosenek 2016 roku           | 1       | [ 32 ]   |
| Time                  | 10 najlepszych piosenek 2016 roku           | 1       | [ 33 ]   |

### Sukces komercyjny
Przed oficjalnym wydaniem jako singiel, "Formation" zadebiutował na dziewiątym miejscu amerykańskiej listy Billboard Bubbling Under Hot 100 w lutym 2016. Po premierze w stacjach radiowych piosenka uplasowała się na 10. miejscu listy Billboard Hot 100, stając się najwyżej debiutującą piosenkom piosenkarki w jej karierze. Dodatkowo piosenka zadebiutowała na trzecim miejscu listy Digital Songs, sprzedając się w 174 000 pobrań. Utwór zadebiutował również na 31. miejscu UK Singles Chart oraz znalazł się w pierwszej czterdziestce na lisach w: Australii, Kanadzie, Francji, Szwecji, Portugalii oraz na Węgrzech.

### Nagrody i nominacje
| Rok  | Nagroda                              | Kategoria                                | Rezultat  | Przypisy |
| ---- | ------------------------------------ | ---------------------------------------- | --------- | -------- |
| 2016 | BET Awards                           | Teledysk roku                            | Wygrana   | [ 39 ]   |
| 2016 | BET Awards                           | Wybór widzów                             | Wygrana   | [ 39 ]   |
| 2016 | BET Awards                           | BET Her Award                            | Wygrana   | [ 39 ]   |
| 2016 | MTV Video Music Awards (za teledysk) | Teledysk roku                            | Wygrana   | [ 40 ]   |
| 2016 | MTV Video Music Awards (za teledysk) | Najlepsza reżyseria                      | Wygrana   | [ 40 ]   |
| 2016 | MTV Video Music Awards (za teledysk) | Najlepszy popowy film                    | Wygrana   | [ 40 ]   |
| 2016 | MTV Video Music Awards (za teledysk) | Najlepsze zdjęcia                        | Wygrana   | [ 40 ]   |
| 2016 | MTV Video Music Awards (za teledysk) | Najlepsze montaż                         | Wygrana   | [ 40 ]   |
| 2016 | MTV Video Music Awards (za teledysk) | Najlepsza choreografia                   | Wygrana   | [ 40 ]   |
| 2016 | Soul Train Music Awards              | Piosenka roku                            | Wygrana   | [ 41 ]   |
| 2016 | Soul Train Music Awards              | Teledysk roku                            | Wygrana   | [ 41 ]   |
| 2016 | Soul Train Music Awards              | Najlepszy występ taneczny                | Nominacja | [ 41 ]   |
| 2016 | Soul Train Music Awards              | The Ashford & Simpson Songwriter’s Award | Nominacja | [ 41 ]   |
| 2017 | Nagroda Grammy                       | Rekord roku                              | Nominacja | [ 42 ]   |
| 2017 | Nagroda Grammy                       | Piosenka roku                            | Nominacja | [ 42 ]   |
| 2017 | Nagroda Grammy                       | Najlepszy teledysk                       | Wygrana   | [ 42 ]   |
| 2017 | NAACP Image Awards                   | Wybitna piosenka                         | Nominacja | [ 43 ]   |
| 2017 | NAACP Image Awards                   | Wybitny teledysk                         | Wygrana   | [ 43 ]   |